# Gljun
Gljun – strumień na terenie Słowenii, uchodzący do Soczy.

## Geografia

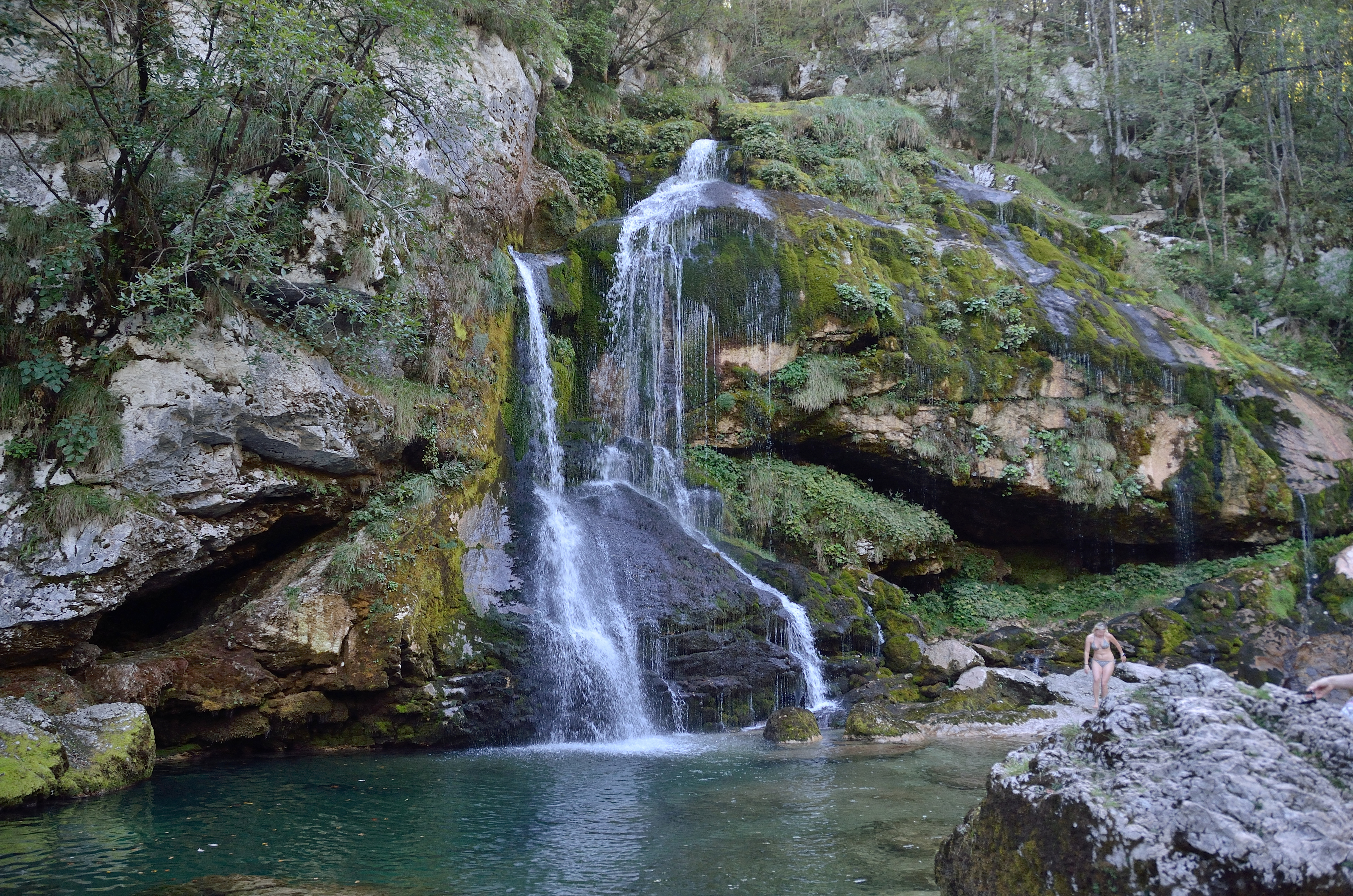
Wodospad Virje na rzece Gljun

Strumień położony jest w Alpach Julijskich na terenie północno-wschodniej Słowenii. Znajduje się w Gminie Bovec, przepływa przez miejscowości Čezsoča, Bovec oraz Plužna. Strumień ma jeden dopływ – niewielki strumień Ročica. 
Leży kilka kilometrów od granicy słoweńsko-włoskiej. Niedaleko strumienia znajdują się inne dopływy Soczy, m.in. Učja, Boka, czy Koritnica.